# Fricativa alveolo-palatal sonora
La fricativa sibilante alveolo-palatal sonora es un tipo de sonido consonántico que se utiliza en algunos idiomas hablados. El símbolo en el Alfabeto Fonético Internacional que representa este sonido es ⟨ʑ⟩ ( 'z', más el enrollamiento también encontrado en su homólogo sordo ⟨ɕ⟩), y el símbolo equivalente en X-SAMPA es z\. Es el equivalente sibilante de la fricativa palatal sonora.
El sonido consonántico es la articulación habitual de /ʒ/ (como en la voz inglesa vision en el inglés de Ghana).

## Características

Fricativas sibilantes alveolo-palatales.

Características de la fricativa alveolo-palatal sonora:
- Su modo de articulación es fricativa sibilante, lo que significa que se produce canalizando el flujo de aire a lo largo de un estrecho canal entre la parte posterior de la lengua y el lugar de articulación, causando turbulencias de alta frecuencia.
- Su punto de articulación es alveolo-palatal. Esto significa que:
  - Es postalveolar, lo que significa que la lengua entra en contacto con el techo de la boca en el área detrás de la cresta alveolar (la línea de las encías).
  - La articulación de la lengua es laminar, lo que significa que es la lámina de la lengua la que se aproxima al techo de la boca.
  - Está palatalizado, lo que significa que el centro de la lengua se inclina y se eleva hacia el paladar duro.
- Su fonación es sonora, lo que significa que las cuerdas vocales vibran durante la articulación.
- Es una consonante oral, lo que significa que el aire escapa solo por la boca.
- Es una consonante central, lo que significa que se produce dirigiendo la corriente de aire a lo largo del centro de la lengua, en lugar de hacia los lados.
- El mecanismo de flujo de aire es pulmonar, lo que significa que se articula empujando el aire únicamente con los pulmones y el diafragma, como en la mayoría de los sonidos.

## Ocurrencia
| Lenguaje     | Lenguaje                           | Palabra               | IPA          | Significado            | Notas |
| ------------ | ---------------------------------- | --------------------- | ------------ | ---------------------- | --- |
| Abjasio      | Abjasio                            | ажьа                  | [aˈʑa]       | 'liebre'               | |
| Adigué       | Adigué                             | жьау                  | [ʑaːw]       | 'sombra'               | |
| Catalán      | Oriental                           | ajut                  | [əˈʑut̪]      | 'ayuda'(n.)            | Véase fonología del catalán |
| Catalán      | Mallorquino                        | ajut                  | [əˈʑut̪]      | 'ayuda'(n.)            | Véase fonología del catalán |
| Chinese      | Dialecto jiangshan de Wu           | 十                    | [ʑyœʔ]       | 'diez'                 | |
| Chinese      | Min meridional Hokkien taiwanés    | 今仔日/kin-á-ji̍t      | [kɪn˧a˥ʑɪt˥] | 'hoy'                  | |
| Inglés       | Ghanés                             | vision                | [ˈviʑin]     | 'visión'               | Los hablantes cultos usan a menudo [ʒ] en vez de [ʑ]. |
| Japonés      | Japonés                            | 火事/kaji             | [kaʑi]       | 'fuego'                | Se halla en variación libre con [d͡ʑ] entre vocales. |
| Cabardiano   | Cabardiano                         | жьэ                   | [ʑa]         | 'boca'                 | |
| Coreano      | Coreano                            | 경주/gyeongju         | [kjʌ̹ŋd͡ʑu]    | 'carrera'              | |
| Bajo sorabo  | Bajo sorabo                        | źasety                | [ʑäs̪ɛt̪ɨ]     | 'décimo'               | |
| Luxemburgués | Luxemburgués                       | héijen                | [ˈhɜ̝ɪ̯ʑən]    | 'alto'                 | Alófono de /ʁ/ después de vocales fonológicamente anteriores, algunos hablantes lo mezclan con [ʒ]. Ocurre sólo en escasas palabras.                                                                        |
| Pa Na        | Pa Na                              | [ʑu˧˥]                | [ʑu˧˥]       | 'pequeño'              | |
| Polaco       | Polaco                             | źrebię                | [ˈʑrɛbjɛ]ⓘ   | 'potro'                | También denotado por el dígrafo ⟨zi⟩. Véase fonología del polaco. |
| Portugués    | Portugués                          | magia                 | [maˈʑi.ɐ]    | 'magia'                | También descrito como [ʒ] palato-alveolar. |
| Rumano       | Dialectos de Transilvania          | geană                 | [ˈʑanə]      | 'pestaña'              | Articulado como [d͡ʒ] en rumano estándar. Véase fonología del rumano. |
| Ruso         | Conservativo de Moscú estándar     | позже                 | [poʑːe]      | 'después'              | Un tanto obsoleto en varias palabras, en las cuales la mayoría de hablantes la articulan como un [ʐː] duro. Presente solo en pocas palabras, usualmente escrito como ⟨жж⟩ o ⟨зж⟩. Véase fonología del ruso. |
| Sema         | Sema                               | aji                   | [à̠ʑì]        | 'sangre'               | Posible alófono de /ʒ/ antes de /i, e/; puede ser articulado como [d͡ʑ ~ ʒ ~ d͡ʒ] en cambio. |
| Serbocroata  | Croata                             | puž će                | [pûːʑ t͡ɕe̞]   | 'voluntad del caracol' | Alófono de /ʒ/ antes de /t͡ɕ, d͡ʑ/. |
| Serbocroata  | Algunos hablantes del Montenegrino | źenica                | [ʑȇ̞nit̻͡s̪a̠]    | 'alumno'               | Fonéticamente /zj/ o, en algunos casos, /z/. |
| Español      | Paraguayo                          | carro                 | [ˈkaʑo]      | 'coche'                | Articulación dialectal de /r/ y alófono de /ɾ/ después de /t/. |
| Uzbeco       | Uzbeco                             | [ ejemplo requerido ] |              |                        | |
| Xumi         | Alto                               | [ᴴʑɜ]                 | [ᴴʑɜ]        | 'cerveza, vino'        | |
| Yi           | Yi                                 | ꑳ/yi                 | [ʑi˧]        | 'tabaco'               | |